# Patera de Tarbell
Tarbell Patera
Pour les articles homonymes, voir Tarbell.
La patera de Tarbell (désignation internationale : Tarbell Patera) est une patera située sur Vénus dans le quadrangle de Mylitta Fluctus. Elle a été nommée en référence à Ida Tarbell, écrivain et journaliste américaine (1857–1944).